# Xã Hillman, Quận Morrison, Minnesota
Xã Hillman (tiếng Anh: Hillman Township) là một xã thuộc quận Morrison, tiểu bang Minnesota, Hoa Kỳ. Năm 2010, dân số của xã này là 197 người.